# 벨로쿠리하

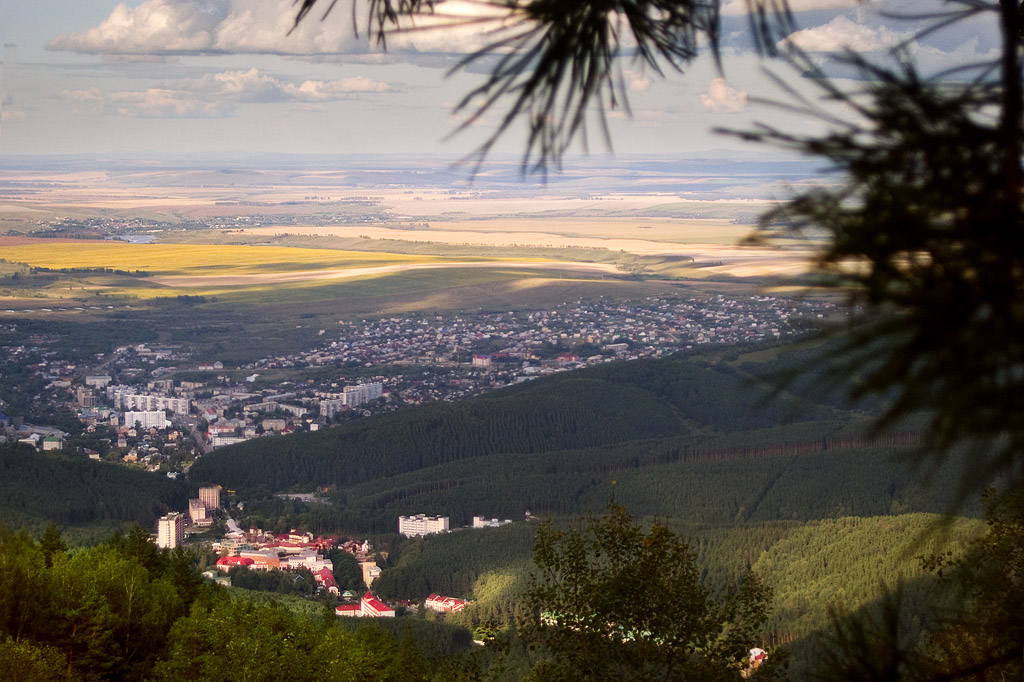

벨로쿠리하(러시아어: Белокуриха)는 알타이 지방에 위치한 도시이다.
인구는 1만8,300명(2001)이고 면적은 92,3 km2이다.
이 도시는 벨로쿠리하 강에 접하고 바르나울에서 237km떨어져 있다.
현재 시장은 알렉산드르 카메네프(Александр Филиппович Каменев) (2004년)이다.